# Городцы (Новгородская область)
Городцы — деревня в Волотовском муниципальном районе Новгородской области, с 12 апреля 2010 года входит в Горское сельское поселение.
Деревня расположена в Приильменской низменности, находится на высоте 67 м над уровнем моря, на реке Псижа. Непосредственно к Городцам примыкает с севера деревня Устицы, а неподалёку, к юго-западу находится деревня Хотигоще, а к югу — Подостровье.
| 2010 | 2011 | 2012 | 2013 | 2014 | 2015 | 2016 |
| ---- | ---- | ---- | ---- | ---- | ---- | ---- |
| 308  | ↗310 | ↘296 | ↘288 | →288 | ↘270 | ↘259 |

## История
До 12 апреля 2010 года деревня была административным центром ныне упразднённого Городецкого сельского поселения.

## Экономика, социально-значимые объекты и достопримечательности

### Церковь и часовня
С XVIII века в Городцах стояла возвышающаяся на 27 м деревянная Троицкая церковь. 2 января 1938 года её настоятеля священника Виталия Мамаева расстреляли и церковь закрыли. Во время Великой Отечественной войны церковь была открыта в период немецкой оккупации. С тех пор церковь действовала до 1960-х годов, а в июле 1992 года церковь сгорела. Но в 2007 году с благословения архиепископа Новгородского и Старорусского Льва, по инициативе жителей и на месте сгоревшей церкви на частные пожертвования было начато строительство деревянной часовни.
Так же в Городцах действует моленный дом старообрядцев поморского согласия.

### Школа
В 1875—1880 годах в Городцах была выстроена церковно-приходская школа, в которой обучение было 4-х-классным. В 1933 году построено здание семилетней школы. В 1943—1944 гг. обучение проводилось в здании церкви, а затем два года занятия проводились в здании конторы, а восстановили здание школы в 1947 году, в 1957 к ней достроена пристройка. С 1990 года школа размещается в новом здании построенном по типовому проекту, в ней есть спортивный зал, учебные мастерские, столовая и теплица. Ныне — муниципальное автономное общеобразовательное учреждение «Основная общеобразовательная школа деревни Городцы».